# Stenocephalum
 Stenocephalum  Sch.Bip., 1863 è un genere di piante angiosperme dicotiledoni della famiglia delle Asteraceae.

## Etimologia
Il nome scientifico del genere è stato definito per la prima volta dal botanico Carl Heinrich Schultz (1805-1867) nella pubblicazione " Jahresbericht der Pollichia, eines Naturwissenschaftlichen Vereins der bayerischen Pfalz" ( Jahresber. Pollichia 20-21: 385) del 1863.

## Descrizione
Le piante di questa voce hanno un habitus erbaceo perenne. La pubescenza è formata da peli semplici spesso aracnoidei.
Le foglie lungo il fusto sono disposte normalmente in modo alterno e sessile. La lamina è intera e in genere ha la forma strettamente lanceolata con apici acuti. La superficie inferiore è colorata in modo pallido per la presenza di un tomento chiaro. Le venature sono pennate.
Le infiorescenze sono di tipo panicolato e/o ascellare e sono formate da alcuni capolini sessili. La struttura dei capolini è quella tipica delle Asteraceae: un peduncolo sorregge un involucro a forma cilindrica composto da 15 - 22 brattee disposte su 3 - 4 serie che fanno da protezione al ricettacolo sul quale s'inseriscono i fiori di tipo tubuloso. Le brattee, in genere persistenti, si presentano con forme lineari, diritte e pungenti. Il ricettacolo può essere provvisto di pagliette oppure no.
I fiori, 4 - 10 per capolino, sono tetra-ciclici (ossia sono presenti 4 verticilli: calice – corolla – androceo – gineceo) e pentameri (ogni verticillo ha in genere 5 elementi). I fiori sono inoltre ermafroditi e actinomorfi (raramente possono essere zigomorfi).
- Formula fiorale:

*/x K {\displaystyle \infty }, [C (5), A (5)], G 2 (infero), achenio
- Calice: i sepali del calice sono ridotti ad una coroncina di squame.
- Corolla: la corolla, formata da un tubo imbutiforme terminanti in 5 lobi, può essere pubescente per peli semplici. Il colore varia da purpureo o lavanda a biancastro.
- Androceo: gli stami sono 5 con filamenti liberi e distinti, mentre le antere sono saldate in un manicotto (o tubo) circondante lo stilo.[10] Le antere, sagittate, spesso sono ricoperte da ghiandole ed hanno delle code rotonde e delle appendici pure arrotondate. Il polline è tricolporato (con tre aperture sia di tipo a fessura che tipo isodiametrica o poro), echinato (con punte) e  "lophato" (la parte più esterna dell'esina è sollevata a forma di creste e depressioni); sono presenti inoltre delle lacune polari.[11]
- Gineceo: lo stilo è filiforme con base nodosa. Gli stigmi dello stilo sono due divergenti con la superficie stigmatica posizionata internamente (vicino alla base). La pubescenza è del tipo a spazzola con peli corti e appuntiti.[12] L'ovario è infero uniloculare formato da 2 carpelli.

I frutti sono degli acheni con pappo. Gli acheni, a forma più o meno cilindrica, hanno 10 coste con la superficie sericea ma priva di ghiandole, idioblasti e rafidi; inoltre non è presente il tessuto tipo fitomelanina. Il pappo, di norma è persistente, è formato da setole capillari insieme a squamelle in una o più serie.

## Biologia
- Impollinazione: l'impollinazione avviene tramite insetti (impollinazione entomogama tramite farfalle diurne e notturne).
- Riproduzione: la fecondazione avviene fondamentalmente tramite l'impollinazione dei fiori (vedi sopra).
- Dispersione: i semi (gli acheni) cadendo a terra sono successivamente dispersi soprattutto da insetti tipo formiche (disseminazione mirmecoria). In questo tipo di piante avviene anche un altro tipo di dispersione: zoocoria. Infatti gli uncini delle brattee dell'involucro si agganciano ai peli degli animali di passaggio disperdendo così anche su lunghe distanze i semi della pianta.

## Distribuzione e habitat
La distribuzione delle piante di questa voce è relativa al America Centrale.

## Tassonomia
La famiglia di appartenenza di questa voce (Asteraceae o Compositae, nomen conservandum) probabilmente originaria del Sud America, è la più numerosa del mondo vegetale, comprende oltre 23.000 specie distribuite su 1.535 generi, oppure 22.750 specie e 1.530 generi secondo altre fonti (una delle checklist più aggiornata elenca fino a 1.679 generi). La famiglia attualmente (2021) è divisa in 16 sottofamiglie.

### Filogenesi
Le specie di questo gruppo appartengono alla sottotribù Lepidaploinae descritta all'interno della tribù Vernonieae Cass. della sottofamiglia Vernonioideae Lindl.. Questa classificazione è stata ottenuta ultimamente con le analisi del DNA delle varie specie del gruppo. Da un punto di vista filogenetico in base alle ultime analisi sul DNA la tribù Vernonieae è risultata divisa in due grandi cladi: Muovo Mondo e Vecchio Mondo. I generi di Lepidaploinae appartengono al subclade relativo all'America tropicale (l'altro subclade americano comprende anche specie del Nord America e del Messico).
La sottotribù, e quindi i suoi generi, si distingue per i seguenti caratteri:
- l'infiorescenza è cimosa-seriale;
- la pubescenza è fatta di peli semplici o a forma di "T";
- l'involucro è persistente con ricettacolo privo di pagliette;
- gli acheni sono privi di fitomelanina;
- il polline tricolporato è echino-lophato;
- l'areale principale di questo gruppo è l'America tropicale.

In precedenza la tribù Vernonieae, e quindi la sottotribù (Lepidaploinae) di questo genere, era descritta all'interno della sottofamiglia Cichorioideae. La costituzione di questo gruppo è relativamente recente (2009); in precedenza tutti i generi della sottotribù erano descritti all'interno della sottotribù Vernoniinae. Nell'ambito della tribù Lepidaploinae occupa, da un punto di vista filogenetico, una posizione abbastanza "centrale" insieme alle sottotribù Vernoniinae, Chrestinae e Elephantopinae. Attualmente la sottotribù Lepidaploinae, così come è circoscritta, non risulta monofiletica.
I caratteri distintivi per le specie di questo genere ( GENERE ) sono:
- la pubescenza è formata da peli semplici spesso aracnoidei;
- nel polline sono presenti delle singole lacune polari.

Il numero cromosomico delle specie di questo genere è: 2n = 34.

### Elenco delle specie
Questo genere ha 8 specie:
- Stenocephalum apiculatum Sch.Bip.
- Stenocephalum hexanthum  Sch.Bip.
- Stenocephalum hystrix  (Chodat) H.Rob.
- Stenocephalum jucundum  (Gleason) H.Rob.
- Stenocephalum megapotamicum  (Spreng.) Sch.Bip.
- Stenocephalum monticola  (Mart. ex DC.) Sch.Bip.
- Stenocephalum niveum  (Chodat) Dematt.
- Stenocephalum tragiifolium  (DC.) Sch.Bip.